# Mosta
Mosta ist eine im nordwestlichen Zentrum der Mittelmeerinsel Malta gelegene Stadt mit 21.495 Einwohnern (Stand 31. Dezember 2020), deren Fläche bereits in der Kupferzeit (4100–2500 vor Christus) besiedelt wurde.

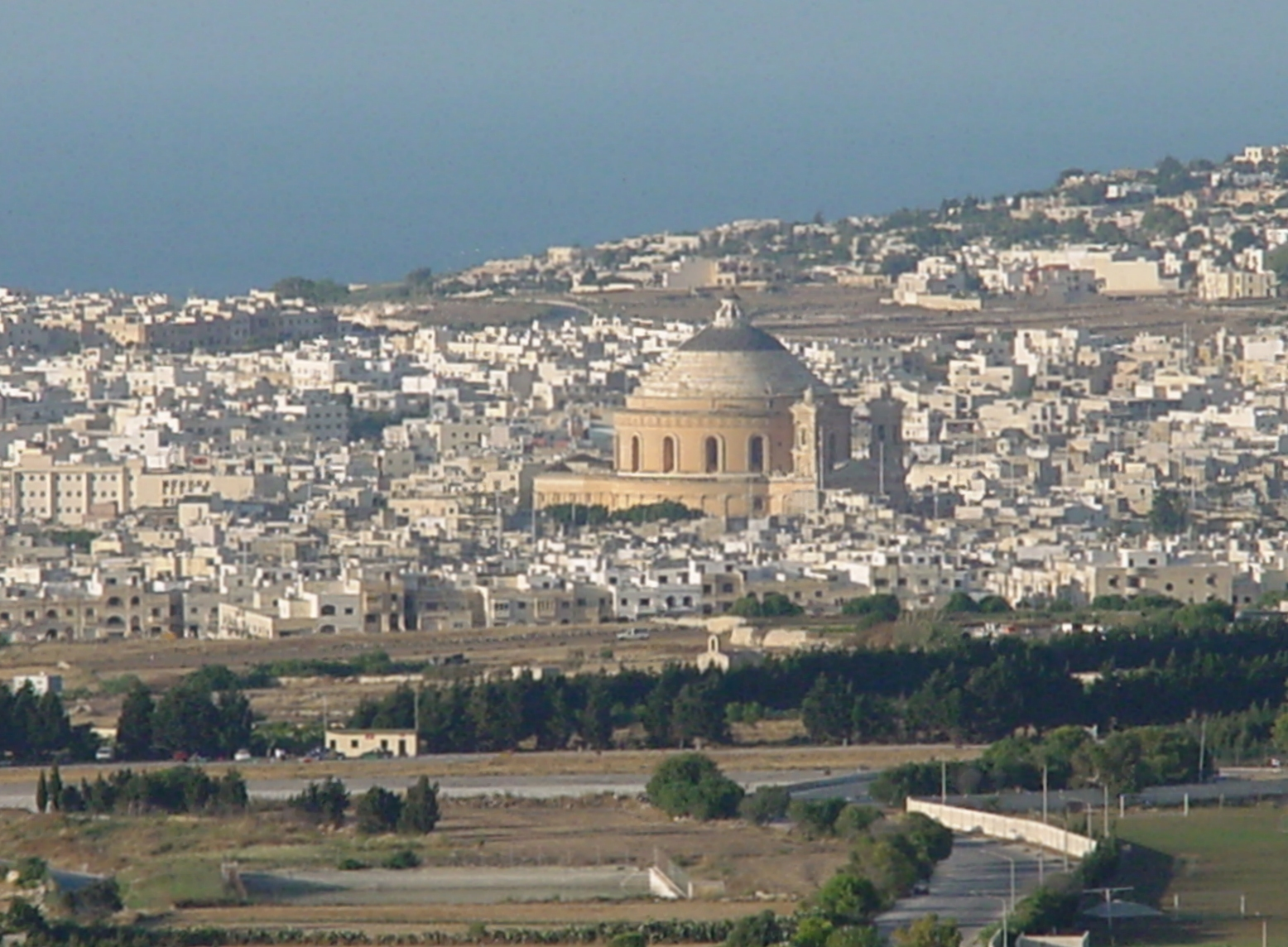
Blick auf Mosta (2000), in der Mitte die Rotunda

## Geografie
Mosta ist etwa neun Kilometer von der Hauptstadt Valletta entfernt und befindet sich an der Straße nach Buġibba. Das Umland liegt in einer für Maltas Verhältnisse fruchtbaren Ebene, die nordwestlich von dem Höhenzug der Victoria Lines begrenzt wird. Der Nachbarort Naxxar schließt sich unmittelbar nordöstlich an.

## Geschichte
Der Ortsname Mosta ist wahrscheinlich vom arabischen Wort musta abgeleitet, was so viel wie Mitte bedeutet, und gibt damit wohl die Lage des Ortes auf der Insel wieder. Mosta gehört zu den ältesten Siedlungen auf Malta, denn archäologische Funde belegen, dass hier schon zu prähistorischen Zeiten Menschen lebten. Im Mittelalter war Mosta mit seinen Katakomben Zufluchtsort für die Bevölkerung, wenn Piraten mit ihren Überfällen die Insel heimsuchten. Die Einwohnerzahl wuchs jedoch nur sehr langsam. Später entwickelte sich der Ort aufgrund seiner günstigen landschaftlichen Lage zum Zentrum der maltesischen Landwirtschaft, kleinere Orte nahe der ersten Siedlung (beispielsweise Rahal Calleja, Rahal Sir, Rahal Hobla, Rahal Pessa und Rahal Dimekk) verschwanden nach und nach oder wurden in die Stadt integriert. Um 1420 wurde die Zahl der Einwohner auf 475 Personen geschätzt. Zwischen 1436 und 1608 war Mosta nicht selbstständig, sondern wurde von Naxxar verwaltet. Dokumente aus dem Jahr 1575 weisen aus, dass es zu dieser Zeit 116 Behausungen und 12 Kapellen gab. 1608, als Bischof Tommaso Gargalo die Gegend besuchte und ein Dekret zur Trennung Mostars von Naxxar erließ, umfasste das Dorf Mosta 900 Einwohner, verteilt auf 180 kleine Siedlungen. Einige Jahrzehnte war jedoch die kirchliche Selbstständigkeit noch nicht gegeben, das erfolgte erst nach dem Tod des Gemeindepfarrers im Juli 1610.

Im Jahr 1775 wurde in Mosta der Komponist Nicolas Isouard geboren. Im 18. Jahrhundert lebten bereits 3.000 Einwohner in Mosta.
Während des Zweiten Weltkrieges war die Stadt Ziel deutscher Bombenangriffe. In den letzten Jahrzehnten des 20. Jahrhunderts wuchs Mosta zu einer der größten Städte Maltas heran, an der Peripherie entstanden mehrere neue Wohnsiedlungen.

## Rotunda Santa Marija Assunta
Die Maria-Himmelfahrts-Kirche, als Rotunde von Mosta bekannt, besitzt die viertgrößte Kirchenkuppel der Welt – nach der des Petersdoms in Rom (42,3 m), Santa Maria del Fiore in Florenz (42–45 m je nach Quelle) und der des Pantheon in Rom (43,4 m) – und weist einen Durchmesser von 39 Metern auf. Der Malteser Baumeister Grognet de Vassè hatte den Bauplan entworfen, der vom Pantheon in Rom beeinflusst ist. Erbaut wurde die Rotunde von 1833 bis 1860 von lediglich sechs Baumeistern sowie mit der Hilfe der Bevölkerung, die auch für ihre Finanzierung aufkam. Um Geld zu sparen, wurde die Kuppel ohne Gerüst errichtet. Der Innenraum ist ganz in Blau, Gold und Weiß gehalten. Zum Inventar der Kirche gehört unter anderem eine deutsche Fliegerbombe, die derjenigen ähnlich ist, welche am 9. April 1942 während eines Gottesdienstes zwar die Kuppel der Kirche durchschlug, aber nicht detonierte. Zu dieser Zeit befanden sich angeblich 302 Menschen in der Kirche. Dass die Bombe nicht detonierte, wird als Wunder angesehen. Das Original der Bombe wird im Kriegsmuseum von Valletta aufbewahrt.
|  |  |  |

## Söhne und Töchter
- Ġanni Bonnici (1932–2019), Bildhauer, Keramiker und Medailleur
- Freddie Micallef (1939–2011), Politiker
- Angelo Farrugia (* 1955), Politiker
- Antoine Zahra (* 1977), Fußballspieler
- Jessika (* 1989), Sängerin